# Malagiella andringitra
Malagiella andringitra is een spinnensoort in de familie van de dwergcelspinnen. De spin behoort tot het geslacht Malagiella. De wetenschappelijke naam van de soort werd voor het eerst geldig gepubliceerd in 2011 door Ubick & Griswold.
De soort is endemisch in Madagaskar en komt voor in de regio Haute Matsiatra. De soort leeft op het Andringitramassief op een hoogte van rond de 1680 meter. Het mannetje heeft een lengte van 1,53 millimeter en het vrouwtje heeft een lengte van 1,82 millimeter.